# Rhythms del Mundo
 (mai 2019).
Si vous disposez d'ouvrages ou d'articles de référence ou si vous connaissez des sites web de qualité traitant du thème abordé ici, merci de compléter l'article en donnant les références utiles à sa vérifiabilité et en les liant à la section « Notes et références ».
Rhythms del Mundo (RDM) est une série de compilations qui réunit des musiciens du Buena Vista Social Club aux stars de la musique pop/rock occidentale. Le premier opus de la série est sorti en novembre 2006 dans 57 pays.

## Le projet
L'idée est née  lors Festival du film de Sundance en janvier 2005
au cours d'une discussion du compositeur américain Kenny Young (en) avec les réalisateurs Frank et Christian Berman alias les Berman Brothers ainsi que Ron Oehl.
Il avait été bouleversé par les dégâts du tsunami au Sri Lanka où il s'était rendu pour pêcher et voulait s'impliquer. Il a décidé que les bénéfices de son projet iraient à l'Artists' Project Earth (APE),  association d'aide aux victimes de catastrophes naturelles dues aux changements climatiques. Amateur de musique latine, il a eu l'idée de faire appel à des musiciens du Buena Vista Social Club que l'on n'avait pas entendus depuis un certain temps.
Cofondateur d'une organisation de sauvegarde la forêt tropicale humide (Earth Love Fund, ELF), il avait réalisé la compilation Earthrise sur laquelle Sting avait participé. Il l'a à nouveau contacté, ainsi que d'autres artistes et le projet est né…
Al Gore et l’UNESCO sont les parrains de ce projet.

## Discographie
2 titres sont proposés par ailleurs en téléchargement gratuit sur leur site :
- Rhythms Del Mundo ft Gotye - ‘Somebody That I Used to Know’
- Rhythms Del Mundo ft Cee Lo Green ‘Crazy’